# Municipio XII (2001-2013)
Pour l’article homonyme, voir Municipio XII (2013).

Localisation de l'ancien Municipio XII sur la carte administrative de Rome avant 2013.

Le  Municipio XII, dit EUR, est une ancienne subdivision administrative de Rome située au sud-est de la ville.

## Historique
En mars 2013, il est remplacé par le nouveau Municipio IX sur le même territoire.

## Situation
Le Municipi comprenait le quartier XXXII appelé EUR, situé au sud-est de la ville.

## Subdivisions
Il était divisé en treize zones urbanistiques :
- 12a - EUR
- 12b - Villaggio Giuliano
- 12c - Torrino
- 12d - Laurentino
- 12e - Cecchignola
- 12f - Mezzocammino
- 12g - Spinaceto
- 12h - Vallerano-Castel di Leva
- 12i - Decima
- 12l - Porta Medaglia
- 12m - Castel Romano
- 12n - Santa Palomba
- 12x - Tor di Valle